# ...e cerchi il mare
...e cerchi il mare è il trentaduesimo album di Peppino di Capri, pubblicato nel 1992.
Il brano Favola blues è stato presentato al Festival di Sanremo.

## Tracce
1. Favola blues – 3:46
2. Jamme jà – 3:40
3. C'era una volta il mare – 3:55
4. Occasioni – 3:47
5. Nu penziero – 3:28
6. Scusami se ti amo – 4:54
7. Basta 'na notte – 3:15
8. Un giardino sul mare – 4:16

Durata totale: 31:01